# Франц Ксавер Саксонски
Франц Ксавер Саксонски (на немски: Franz Xaver Albert August Ludwig Benno von Sachsen, * 25 август 1730 в Дрезден, † 21 юни 1806 в Цабелтиц) от линията Албертини на род Ветини е граф на Лаузиц, принц на Саксония и Полша, от 1763 до 1768 г. регент (администратор) на Курфюрство Саксония.
Той е осмото дете и четвъртият син на саксонския курфюрст Фридрих Август II (1696–1763), крал на Полша (Август III), велик княз на Литва, и съпругата му ерцхерцогиня Мария Йозефа Австрийска (1699–1757), дъщеря на император Йозеф I.
По-големият му брат курфюрст Фридрих Христиан умира след 74 дена успешно управление на 17 декември 1763 г. Франц Ксавер става регент (администратор) заедно със снаха си Мария Антония, на малолетния си племенник Фридрих Август.
През 1765 г. принцът-регент Франц Ксавер обявява от името на малолетния херцог и курфюрст отказа му от полската кралска корона в полза на Станислав II Август Понятовски.
От 1769 г. Франц Ксавер живее във Франция (Comte de Lusace т.е. граф фон Лаузиц) до началото на Френската революция. След това живее в Рим. След смъртта на съпругата му той се връща в Саксония и живее самотно в двореца Цабелтиц.

## Фамилия
Франц Ксавер се жени (морганатичен брак) в Дрезден на 9 март 1765 г. за Клара Мария Спинучи (* 30 август 1741, † 23 ноември 1792), дворцова дама на снаха му, която през 1767 г. е издигната в ранг графиня на Лаузиц. Те имат децата:
- Лудвиг, граф на Лаузиц (* 27 март 1766, † 22 август 1782)
- Клара Мария, графиня на Лаузиц (* 27 март 1766, † 18 ноември 1766)
- Йозеф, рицар Саксонски, граф на Лаузиц (* 23 август 1767, † 26 юни 1802), наричан Chevalier de Saxe
- Елизабет, графиня на Лаузиц (* 22 октомври 1768, † 3 май 1849), наричана Mademoiselle de Saxe, омъжена на 8 ноември 1797 г. за Хенри дьо Преисак, херцог на Есклинак (1763–1837)
- Мария Анна, принцеса на Саксония, графиня на Лаузиц (* 20 октомври 1770, † 24 декември 1845), омъжена на 15 октомври 1793 г. в Рим за Палуцо, принц Алтиери (1760–1834)
- Беатрикс, графиня на Лаузиц (* 1 февруари 1772, † 6 февруари 1806), омъжена на 18 февруари 1794 г. в Рим за Рафаеле Риаро-Сфорца, маркграф на Корлето (1767–1797)
- Кунигунда, графиня на Лаузиц (* 18 март 1774, † 18 октомври 1828), омъжена на 13 ноември 1795 г. в Рим за Джовани, маркграф Патрици-Наро Монторо (1775–1818)
- Кристина, графиня на Лаузиц (* 30 декември 1775, † 20 август 1737), омъжена на 24 март 1796 г. в Рим за Камило Масимо, 1º принц на Арсоли (1770–1840), майка на кардинал Франческо Саверио Масимо (1806–1848)
- син (*/† 22 декември 1777)
- Цецилия (* 17 юли 1779, † 24 юни 1781)